# Karabazivka, Zinkiv
Karabazivka (în ucraineană Карабазівка) este un sat în așezarea urbană Opișnea din raionul Zinkiv, regiunea Poltava, Ucraina.

## Demografie
Componența lingvistică a localității Karabazivka
     Ucraineană (98,16%)
     Rusă (1,23%)
Conform recensământului din 2001, majoritatea populației localității Karabazivka era vorbitoare de ucraineană (98,16%), existând în minoritate și vorbitori de rusă (1,23%).